# José Barcia
José Barcia (Buenos Aires, Argentina, 27 de febrero  de 1911-ibídem, 31 de diciembre de 1985) fue un periodista, escritor y académico que se destacó por sus estudios y publicaciones vinculados al tango y al lunfardo.

## Actividad en el periodismo
Comenzó a estudiar en la Escuela de Notariado de la Facultad de Derecho de la Universidad de Buenos Aires pero pese a ser  un brillante alumno la dejó para dedicarse al periodismo, actividad en la que se inició en 1931  como cronista de deportes en el diario La Nación. En forma contemporánea ingresó a Noticias Gráficas, y en este periódico vespertino trabajó sucesivamente como cronista de turf, jefe de sección, prosecretario de redacción, secretario y, ya en 1957,  director cuando el diario se convirtió en cooperativa, hasta mediados de 1961 en que renunció.
Después de su salida de Noticias Gráficas fue editorialista de La Nación en tanto colaboraba en otros medios, como los periódicos El Diario y  Tribuna Libre y las revistas Bibliograma, Comentario, Davar, Gaceta Literaria, Mundo Argentino, Mundo Deportivo, Sur, Tiempo Presente, Todo es Historia y otras, así como en radios y televisión.
Escribió Discepolín (1971), El tiempo de milonguita (1972), El lunfardo de Buenos Aires (1973), Tangos, tangueros y tangocosas (1976) y Diccionario Hípico (1978).

## Labor académica
Si bien Barcia no firmó el acta fundacional de la Academia Porteña del Lunfardo del 21 de diciembre de 1962, estuvo  en la sesión constitutiva del 3 de mayo de 1963 en la que se le otorgó la categoría de Académico fundador y se lo eligió presidente asignándole el sillón «Last Reason».
Mantuvo el cargo hasta que renunció  18 años después, el 1° de abril de 1981. Durante su gestión la Academia obtuvo  la personería jurídica y adquirió un departamento en el que inauguró su sede propia el 1° de octubre de 1970.
Luis Soler Cañas escribió de Barcia que:

“Sabe de muchos temas –el tango, el lunfardo, los boliches, los apodos, los rasgos del habitante de Buenos Aires, la política, la literatura, el lenguaje, los deportes–, sobre todo de uno que engloba a otros numerosos y que podríamos denominar ‘ciencia porteña’, en la que lleva ganado un honroso doctorado honoris causa”.

Barcia falleció en Buenos Aires el 31 de diciembre de 1985.